# Cục Thống kê Trung ương Syria
Cục Thống kê Trung ương (CBS) (tiếng Ả Rập: المكتب المركزي للإحصاء) là cơ quan thống kê chịu trách nhiệm về việc thu thập "thông tin liên quan đến hoạt động và điều kiện của kinh tế, xã hội" tại Syria. Cơ quan này chịu trách nhiệm trước văn phòng của Thủ tướng và có trụ sở chính tại Damascus. CBS được thành lập năm 2005 và được quản lý bởi một hội đồng hành chính do phó thủ tướng về các vấn đề kinh tế đứng đầu.